# Välijärvi (sjö i Kymmenedalen)
Välijärvi är en sjö i Finland. Den ligger i kommunen Miehikkälä i landskapet Kymmenedalen, i den södra delen av landet, 160 km öster om huvudstaden Helsingfors. Välijärvi ligger 23 meter över havet. Den ligger vid sjön Tyllinjärvi. I omgivningarna runt Välijärvi växer i huvudsak blandskog. Arean är 9,6 hektar och strandlinjen är 1,99 kilometer lång. Sjön  ingår i Vaalimaanjokis huvudavrinningsområde. 